# The Rum Diary - Cronache di una passione
The Rum Diary - Cronache di una passione (The Rum Diary) è un film del 2011 diretto da Bruce Robinson.
Film drammatico statunitense con protagonista Johnny Depp, basato sul romanzo autobiografico di Hunter S. Thompson intitolato Cronache del rum (The Rum Diary).

## Trama
Anni sessanta. Paul Kemp è un giornalista freelance squattrinato e alcolizzato, il quale non è stato in grado di vendere nessun libro. Appena trasferitosi da New York a Porto Rico, inizia a scrivere per un giornale locale, il The San Juan Star. Qui viene catturato da un vortice di alcool, donne ed eccessi di ogni tipo che trasformano la sua vita in una sfida continua a più livelli. Paul incontra Bob Sala, uno dei suoi nuovi colleghi, anch'egli con una forte dipendenza da alcolici, il quale lo invita a cena e gli rivela che probabilmente il loro giornale verrà chiuso presto. Dopo aver fatto il check-in in un hotel ed essersi messo a poltrire su una barca in mezzo al mare, Paul incontra la bellissima Chenault, la quale sta facendo il bagno nuda per non partecipare a un festino della Union Carbide. Paul ne rimane affascinato e si innamora subito di lei.
Kemp e Sala quindi si rincontrano e vanno in un locale per sbronzarsi, il che farà aumentare l'inimicizia tra Kemp e il suo nuovo datore di lavoro, Lotterman, il quale non vede di buon occhio la passione per il rum dei suoi impiegati. Nei giorni successivi Kemp fa anche la conoscenza di Moburg, un reporter fannullone il quale si è dedicato completamente all'abuso di alcol e non scrive più niente da anni; sebbene lo si veda spesso scontrarsi con Lotterman, questi non può licenziarlo. Mentre attende per un'intervista, Paul incontra Sanderson, un ambizioso agente immobiliare che gli offre di scrivere degli articoli pubblicitari per lui e per i suoi soci in affari. Poco dopo Paul scopre che Sanderson è sposato con la sua adorata Chenault, la quale fa finta di non conoscerlo agli occhi del marito.
Paul, a causa della sua dipendenza, non può più continuare a sprecare soldi e perciò si trasferisce nel piccolo appartamento dei suoi amici Sala e Moburg, situato in un quartiere fetido e degradato di Porto Rico. Durante questo soggiorno, che si prolungherà di varie settimane nonostante le difficoltà economiche di tutti e tre, Paul sperimenta la povertà e l'abbandono in cui vivono i cittadini di San Juan e vuole rendere pubblica questa realtà cercando di fare pressione su Lotterman, il quale però si rifiuta e gli proibisce di scrivere un articolo riguardo a ciò, dal momento che potrebbe essere dannoso per il mercato del turismo portoricano. Dopo un violento litigo tra Moburg e Lotterman, a cui l'alcolizzato ha strappato il parrucchino dalla testa, Moburg torna a casa trionfante e porta con sé dei filtri avanzati da un impianto di produzione del rum, i quali contengono una grande quantità di alcol. Dopo questo ultimo affronto Moburg è stato licenziato e inizia a farneticare, dicendo di voler uccidere Lotterman.
Paul torna a far visita a Sanderson e lo spia mentre ha un rapporto sessuale con Chenault. Sanderson lo presenta quindi a due suoi collaboratori, Zimburger e Segarra, i quali necessitano dell'aiuto di Kemp per mettere in pratica una truffa immobiliare. Più tardi Kemp e Sala vanno a cenare in un ristorante, dove però litigano con il proprietario perché non li vuole servire; mentre se ne stanno andando, Kemp ha il presentimento che il proprietario li voglia ammazzare, motivo per cui si mettono alla guida dell'auto di Sala e scappano di corsa, inseguiti da una folla di paesani infuriati. La polizia interviene e divide le due fazioni, portando Kemp e Sala in carcere. Interviene quindi Sanderson per pagare la loro cauzione, sicuro del fatto che Kemp ricambierà il favore in altro modo.
Il giorno seguente Kemp si incontra con Sanderson e i suoi colleghi, rivelandogli che l'esercito americano sta cedendo l'affitto di molti immobili di prima qualità, e gli viene chiesto di andare a prendere Chenault, la quale è ancora a casa. Kemp quindi prende in prestito la macchina di Sanderson e la va a prendere come da richiesta; in un primo momento i due sembrano volersi baciare, ma Kemp resiste alla tentazione. Durante il viaggio di ritorno i due sembrano comunque divertirsi e Kemp le svela i piani criminali del marito.
Zimburger porta Kemp e Sala a vedere la proprietà dell'isola, dopodiché si dirigono verso Saint Thomas dove si sta festeggiando il carnevale. Kemp alla festa trova anche Chenault e insieme salgono sulla barca di Sanderson, il quale lo rimprovera di aver portato sull'isola anche Sala. Ormai che si è fatta notte, il gruppo si dirige in una discoteca, dove Chenault, ubriaca, inizia a ballare sensualmente con alcuni dei nativi dell'isola per provocare Sanderson, il quale se ne va. Kemp cerca di intervenire, temendo che a Chenault possa essere fatto del male, ma i nativi gli impediscono di entrare e gli ordinano di tornare a casa; Kemp si arrabbia ancora di più ma Sala lo trattiene e lo convince che è meglio andarsene.
La mattina dopo Sanderson dice a Kemp che la loro collaborazione è terminata. Tornati a casa esausti, Sala e Kemp vengono informati da Moburg che Lotterman si è dimesso e che il The San Juan Star sta per chiudere i battenti. Gli vende anche delle droghe allucinogene, che i due decidono di sperimentare insieme. Dopo alcuni attacchi di panico dovuti alle allucinazioni, Kemp ha una rivelazione durante il trip e decide di mettersi alla macchina da scrivere per denunciare i loschi affari di Sanderson.
Lotterman ritorna a dirigere il giornale ma non vuole pubblicare il nuovo articolo di Kemp. Dopo giorni di assenza, Chenault si rifà viva a casa di Kemp, ripudiata dal marito. Per ripicca Sanderson revoca la cauzione, il che significa che Paul e Sala adesso sono ricercati dalla polizia. Dopo questo drammatico addio, Kemp accoglie Chenault in casa di Sala, mentre Moburg rivela che Lotterman ha chiuso il giornale. Kemp si rimette al lavoro, pianificando di voler pubblicare un ultimo numero del The San Juan Star, in cui vuole svelare la verità su Lotterman e su Sanderson, aggiungendo anche tutti gli articoli sul degrado sociale di Porto Rico che Lotterman gli aveva rifiutato.
I tre coinquilini tuttavia sono al verde e per racimolare il denaro necessario alla pubblicazione dell'ultimo numero iniziano a scommettere sui combattimenti di galli. Per assicurasi che il loro gallo vinca ogni battaglia, Moburg e Kemp fanno visita ad un curandero nativo chiamato "Papa Nebo", il quale sarebbe anche un ermafrodito. Papa Nebo lancia una benedizione sul galletto di Sala, rendendolo, almeno apparentemente, imbattibile. I tre vincono tutti i combattimenti di galli a cui fanno partecipare il loro galletto, ma una volta tornati nell'ufficio del giornale scoprono che i macchinari e i torchi calcografici sono già stati confiscati.
Kemp non si abbatte e continua con la sua inchiesta, rubando la barca a Sanderson. I titoli di coda spiegano che Kemp ha fatto ritorno a New York, si è sposato con Chenault ed è diventato un giornalista di successo, avendo finalmente trovato la propria voce come scrittore.

## Produzione
Nel 2000 la Shooting Gallery e la SPi film, due società cinematografiche indipendenti, espressero il desiderio di adattare il romanzo di Hunter S. Thompson The Rum Diary sul grande schermo. Il progetto, tuttavia, non entrò mai in porto. In seguito i diritti del romanzo vennero acquisiti dalla Warner Independent Pictures per poi essere venduti alla Infinitum Nihil.
Johnny Depp fu assunto in qualità di produttore e, successivamente, venne rivelato che avrebbe interpretato Paul Kemp, il protagonista del romanzo.
Le riprese del film sono iniziate ufficialmente il 25 marzo 2009.

## Promozione
Il primo trailer è uscito il 26 agosto 2011.
Il trailer italiano è stato invece diffuso online dalla 01 Distribution il 15 aprile 2012.

## Distribuzione
Il film è uscito negli Stati Uniti il 28 ottobre 2011, mentre in Italia viene distribuito da 01 Distribution dal 24 aprile 2012.

## Curiosità
- L'auto di Bob Sala è una Fiat 500 serie D del 1961.